# Nlolak
Nlolak encore intitulé Nlolack ou Nlolag ou Ndou, est un village de la Région du Littoral au Cameroun, situé dans la commune de Melong.

## Population et développement
En 1967, la population de Nlolak était de 571 habitants, essentiellement des Mbo. Lors du recensement de 2005, elle était de 89 habitants.